# Avinhonet
|  | Per a altres significats, vegeu «Avinhonet de Lauragués». |

Avinhonet (occità) o Avignonet (francès) és un municipi francès, al departament d'Isèra i a la regió d'Alvèrnia-Roine-Alps. L'any 2007 tenia 222 habitants.

## Demografia

### Població
El 2007 la població de fet d'Avignonet era de 222 persones. Hi havia 87 famílies de les quals 29 eren unipersonals (12 homes vivint sols i 17 dones vivint soles), 21 parelles sense fills, 33 parelles amb fills i 4 famílies monoparentals amb fills. La població ha evolucionat segons el següent gràfic:

### Habitatges
El 2007 hi havia 118 habitatges, 89 eren l'habitatge principal de la família, 18 eren segones residències i 11 estaven desocupats. 96 eren cases i 20 eren apartaments. Dels 89 habitatges principals, 57 estaven ocupats pels seus propietaris, 10 estaven llogats i ocupats pels llogaters i 22 estaven cedits a títol gratuït; 2 tenien una cambra, 10 en tenien dues, 14 en tenien tres, 14 en tenien quatre i 48 en tenien cinc o més. 77 habitatges disposaven pel capbaix d'una plaça de pàrquing. A 44 habitatges hi havia un automòbil i a 39 n'hi havia dos o més.

### Piràmide de població (2009)
| Homes | Edats   | Dones |
| ----- | ------- | ----- |
| 0     | 95 o +  | 0     |
| 0     | 90 a 94 | 0     |
| 8     | 85 a 89 | 4     |
| 0     | 80 a 84 | 4     |
| 4     | 75 a 79 | 8     |
| 0     | 70 a 74 | 4     |
| 0     | 65 a 69 | 4     |
| 4     | 60 a 64 | 0     |
| 0     | 55 a 59 | 0     |
| 4     | 50 a 54 | 4     |
| 16    | 45 a 49 | 0     |
| 8     | 40 a 44 | 12    |
| 8     | 35 a 39 | 8     |
| 4     | 30 a 34 | 4     |
| 4     | 25 a 29 | 0     |
| 0     | 20 a 24 | 4     |
| 8     | 15 a 19 | 8     |
| 4     | 10 a 14 | 16    |
| 12    | 5 a 9   | 4     |
| 0     | 0 a 4   | 4     |

## Economia
El 2007 la població en edat de treballar era de 159 persones, 108 eren actives i 51 eren inactives. De les 108 persones actives 105 estaven ocupades (54 homes i 51 dones) i 3 estaven aturades (2 homes i 1 dona). De les 51 persones inactives 12 estaven jubilades, 32 estaven estudiant i 7 estaven classificades com a «altres inactius».

### Ingressos
El 2009 a Avignonet hi havia 84 unitats fiscals que integraven 208 persones, la mediana anual d'ingressos fiscals per persona era de 18.343 €.

### Activitats econòmiques
Dels 16 establiments que hi havia el 2007, 1 era d'una empresa extractiva, 1 d'una empresa de fabricació d'elements pel transport, 1 d'una empresa de fabricació d'altres productes industrials, 3 d'empreses de construcció, 1 d'una empresa de comerç i reparació d'automòbils, 1 d'una empresa de transport, 5 d'empreses d'hostatgeria i restauració, 2 d'empreses immobiliàries i 1 d'una empresa de serveis.
Dels 4 establiments de servei als particulars que hi havia el 2009, 2 eren guixaires pintors i 2 restaurants.
L'any 2000 a Avignonet hi havia 7 explotacions agrícoles que ocupaven un total de 204 hectàrees.

## Equipaments sanitaris i escolars
El 2009 hi havia una escola elemental integrada dins d'un grup escolar amb les comunes properes formant una escola dispersa.

## Poblacions properes
El següent diagrama mostra les poblacions més properes.